# Алексієвка (Пономарьовський район)
Алексі́євка (рос. Алексеевка) — село у складі Пономарьовського району Оренбурзької області, Росія.

## Населення
Населення — 276 осіб (2010; 409 у 2002).
Національний склад (станом на 2002 рік):
- росіяни — 87 %